# Khyang

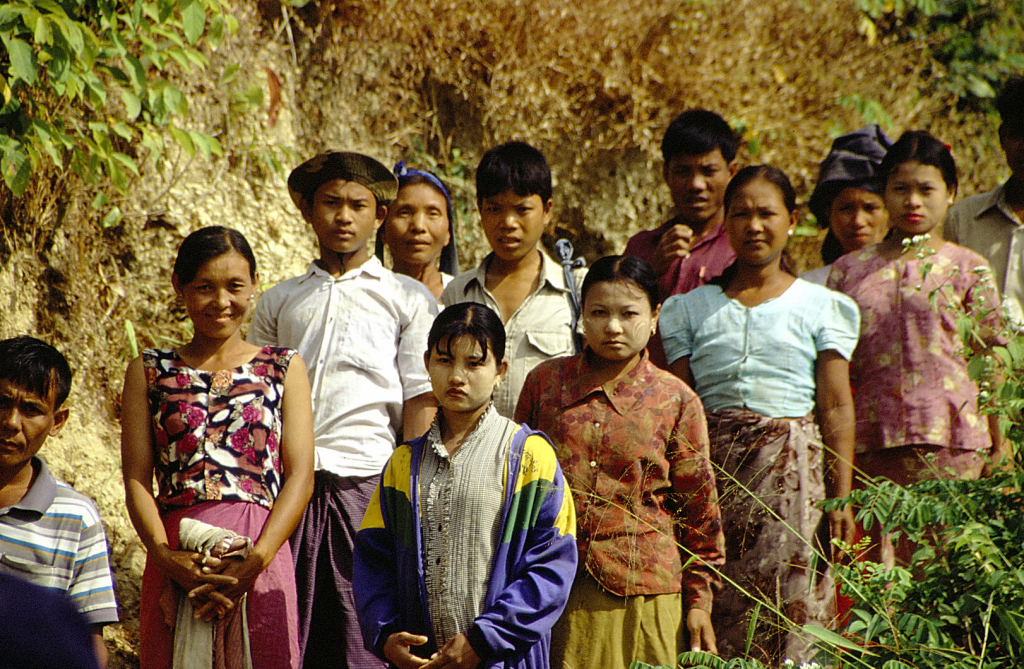
Habitants d'un village khyang de Birmanie.

Les Khyang, ou Chin, sont un groupe ethnique présent dans les Chittagong Hill Tracts, au Bangladesh, ainsi que, dans une acception plus large, dans l'État indien de Mizoram et l'État Chin de Birmanie.  Ils parlent des langues tibéto-birmanes relativement proches les unes des autres. Ils sont 1,5 million.

## Noms et sous-groupes
Khyang, Chin pour les anglophones, est le terme appliqué par les Birmans et les ethnographes à un ensemble de populations dont les langues sont très apparentées. En Inde et au Bangladesh, l'ethnie est aussi appelée Kuki, en mizoram Mizo. Les populations elles-mêmes ne se disent pas Khyang, elles n'ont pas de terme pour le groupe entier. Les différents groupes ont des noms dérivés du son Zo, Jo ou Sho, par exemple les Zomi ou Asho.
Selon des critères linguistiques, on distingue quatre groupes de Khyang : au nord, au centre et au sud dans l'État Chin, et un groupe ancien-kuki à l'ouest de cet État. Dans la littérature, on distingue aussi six tribus khyang : les Asho, Sho, Khuami, Laimi, Mizo et Zomi.

## Repères historiques
Les locuteurs des langues tibéto-birmanes sont originaires de la région où, aujourd'hui, se trouve la Chine, dont ils sont venus par migrations successives. Suivant Lehman et Luce, leurs migrations commencent il y a 2000 ans. Les premiers Khyang s’installent au premier millénaire, dans l'ouest de la plaine birmane. Au plus tard au VIIIe siècle, un groupe arrive dans la vallée du Chindwin. En 862, le diplomate chinois Fan-Chuo fait mention d'un royaume dans la vallée du Chindwin, dont les princes sont appelés Shou. Ce témoignage est considéré comme une preuve de la présence d'un peuple khyang dans la région. Le territoire de ce groupe s'étendait jusqu'à l'Irrawaddy à l'est.
Au Xe siècle au plus tard, il existe une différence nette entre les cultures khyang et, par exemple, la culture birmane. Les inscriptions du royaume birman de Pagan, datant du XIe siècle, qui font référence aux Khyang de la vallée du Chindwin, le montrent clairement. Les invasions mongoles, qui abattent Pagan en 1287, ne franchissent pas les limites des territoires khyang. Vers le XIVe siècle, les Khyang quittent l'aval du Chindwin et s'installent plus en amont, dans la vallée du Kale et les collines à l'ouest de celle-ci. La capitale de l'époque est Khampat. À la fin du XIVe siècle, cette région est occupée par les Shan, qui s'y maintiendront jusqu'à l'arrivée des Britanniques à la fin du XIXe siècle.
Selon certaines hypothèses, les réfugiés khyang de cette époque ont peuplé la région de Tiddim,. Les autres régions, qui n’ont pas été annexées par les Shan, sont finalement occupées par les Britanniques en 1887, après la troisième guerre anglo-birmane, et définitivement assujetties vers 1894. La région khyang de Birmanie devient la Chin Special Division, le futur État Chin. En Inde, l'État de Mizoram a une population presque entièrement khyang (les Mizo, Lusai et Mara).

## Politique
Au Bangladesh, l'accord de paix du 2 décembre 1997, qui a mis fin à plus de 20 années de conflit entre les populations autochtones et le gouvernement, prévoit la représentation des Khyang au Chittagong Hill Tracts Regional Council, chargé de l'administration des 3 districts qui constituent la région. En Inde, le Mizoram a été reconnu comme l'un des États du pays. Dans la partie est du territoire où vivent les Khyang, qui appartient à la Birmanie depuis son indépendance en 1947, les dispositions de l'accord de Panglong, qui leur accorde une participation limitée aux affaires de l'État, ne sont pas encore entrées en pratique.

## Culture

### Langues
Les langues khyang appartiennent au groupe dit « kuki-chin-naga » de la branche tibéto-birmane des langues sino-tibétaines.

### Mythe d'origine
La légende situe l'origine des Khyang en un endroit appelé Chhinlung : là, des gens seraient sortis d'un trou dans le sol, avant d'émigrer vers le pays des Khyang. Ce récit est parfois interprété dans le sens d’une origine chinoise : en Chine, les Khyang se seraient réfugiés dans des caves pour échapper à l’oppression, avant d'émigrer vers le sud.

### Femmes tatouées

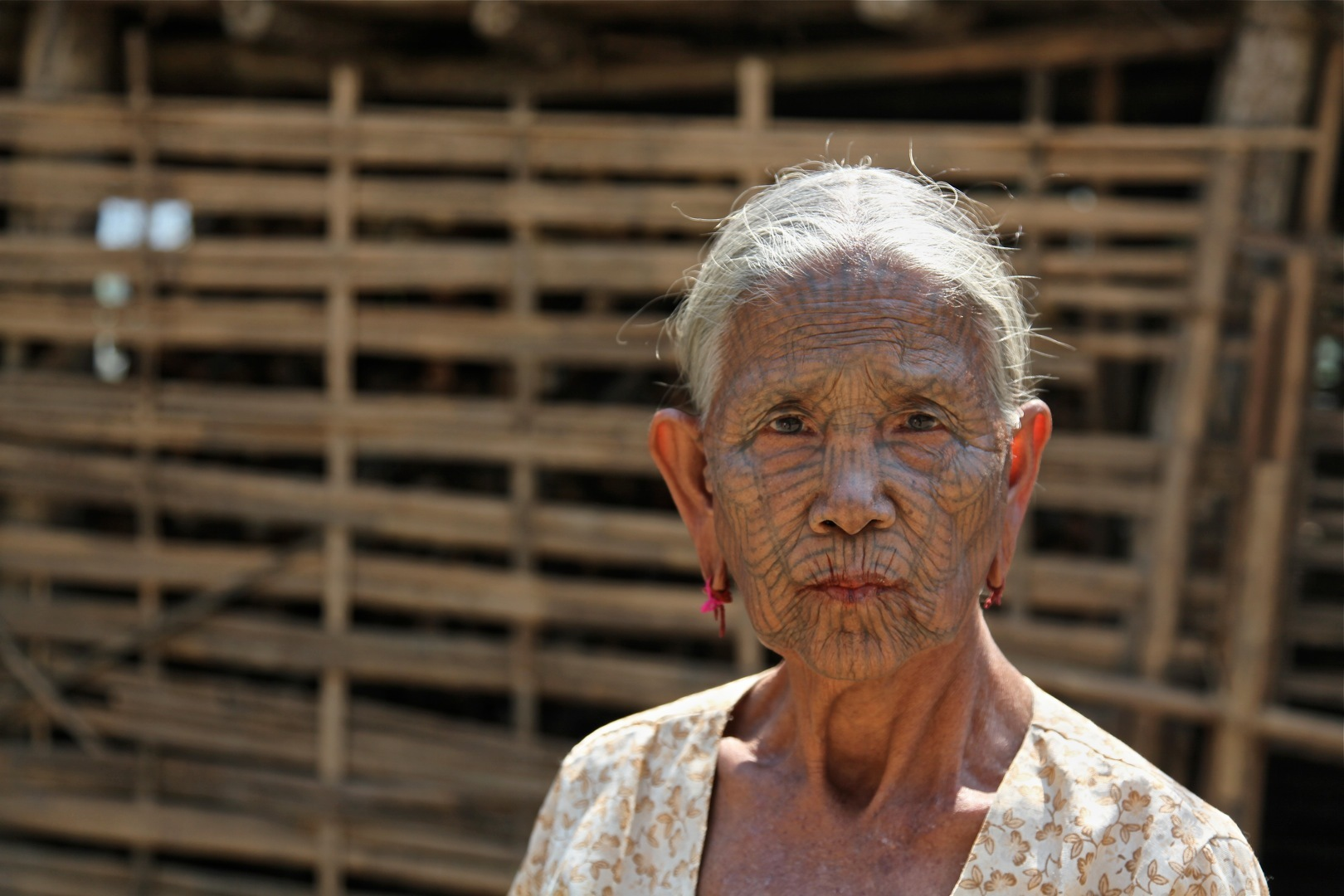
Femme khyang de la région du fleuve Lemro, en Birmanie.

Au début du XXIe siècle, il est encore possible de rencontrer, dans certaines des quelque 36 tribus que comptent les Khyang, des femmes au visage couvert de tatouages. La tradition est présente dans six tribus qui se distinguent par l'emploi de figures caractéristiques :
- M’uun : grandes boucles en forme de « P » ou de « D » sur le visage et de « Y » sur le front[16],[17] ;
- M'kaab : lignes couvrant à la fois le front et les joues ;
- Yun Du et Dai : longues lignes verticales sur tout le visage, paupières comprises ;
- Nga Yah : points et lignes ;
- Uppriu : visage entièrement couvert de points, paraissant noirci ou cendré de par la densité des tatouages[18].

Cette pratique remonterait au XIe siècle. Une légende veut qu'à cette époque, un roi de Birmanie, fasciné par la beauté des femmes khyang, ait enlevé l'une d'entre elles ; les mères de famille khyang se seraient alors mises à tatouer leurs filles, pour les protéger de ce type de rapt en les rendant indésirables,. Selon une variante, la jeune femme enlevée serait parvenue à s'échapper et, après s'être tailladé le visage pour dissimuler son identité, à rejoindre les siens ; par la suite, toutes les femmes de sa tribu se seraient tatoué les mêmes marques pour lui rendre hommage. L'ancienneté de ces fables est sujette à caution : il est possible de les analyser comme l'expression d'une mentalité déjà « civilisée », dans laquelle un  tatouage facial est nécessairement laid et défigurant ; alors qu'à l'inverse, les femmes qui en arborent y voient un gage de féminité et de séduction.
Selon d'autres explications, ces pratiques auraient répondu à une recherche de beauté ou, de façon peut-être plus plausible, au souci de retrouver l'appartenance d'une femme en cas de rapt inter-tribal, ou plus généralement de marquer les distinctions entre tribus.
Certains témoignages font intervenir un facteur religieux : sous la colonisation britannique, la conversion de nombreux Khyang au christianisme s'est accompagnée d'une forme de syncrétisme avec les croyances animistes et il a pu arriver que l'enseignement de pasteurs locaux fasse du tatouage une condition d'accès au paradis.
Le tatouage facial a été interdit en Birmanie après le coup d’État militaire de 1962 et la mise en place, sous l'égide de Ne Win, de la voie birmane vers le socialisme. Avec la consolidation de la christianisation, la pratique s'est aussi trouvée en butte aux critiques des missionnaires dénonçant sa « barbarie ». Les femmes tatouées du début du XXIe siècle sont donc la dernière génération à incarner une tradition promise à disparaitre avec elles,.
Les femmes des générations suivantes ont cessé d'y voir une marque de beauté ou de distinction et se montrent souvent embarrassées en présence de leurs aïeules tatouées ; mais l'intérêt montré par les photographes, journalistes ou historiens soucieux de documenter une coutume en voie de disparition a entrainé dans certaines familles un regain de fierté. Des femmes tatouées sont devenues les vedettes de circuits touristiques en développement. Le pouvoir d'attraction de leur apparence singulière leur permet d'apporter un complément de revenu à des communautés appauvries par la crise de l'économie traditionnelle ; toutefois les visiteurs restent relativement rares, quelques milliers par an au début des années 2010.